# Стьожак
Стьожак, або стьожковець (Diphyllobothrium) — рід цестод з родини Стьожакових (Diphyllobothriidae). Представники цієї родини здатні спричинити у людини захворювання дифілоботріоз. Людина заражається гельмінтом внаслідок споживання риби. Основний вид, що породжує дифілоботріоз — стьожак широкий (Diphyllobothrium latum), який заражає риб і ссавців. Diphyllobothrium latum поширений у Скандинавії, західній Росії, країнах узбережжя Балтики, але також присутні у Північній Америці, особливо на її північно-західному Тихоокеанському узбережжі. На Далекому Сході Росії зустрічається інший вид — Diphyllobothrium nihonkaiense — що використовує тихоокеанського лосося як другого проміжного хазяїна. Інші представники роду Diphyllobothrium мають значно ширший ареал. Так стьожак малий (Diphyllobothrium dendriticum) що паразитує у мартинів, ссавців і лососів, поширений по всій Північній Півкулі. Також поширеними є такі види, як Diphyllobothrium pacificum, Diphyllobothrium cordatum, Diphyllobothrium ursi, Diphyllobothrium lanceolatum, Diphyllobothrium dalliae і Diphyllobothrium yonagoensis, але вони заражають людину не часто. В Японії найчастіше заражає людину Diphyllobothrium nihonkaiense, який раніше вважався синонімом D. latum і виділений в окремий вид лише у 1986 році. Останні молекулярні дослідження показали, що D. nihonkaiense і D. klebanovskii є одним видом, і зведені у синонім — Diphyllobothrium nihonkaiense.

## Види
Рід містить 22 види:
- Diphyllobothrium alascense Rausch & Williamson, 1958
- Diphyllobothrium arctocephalinum Johnston, 1937
- Diphyllobothrium cameroni Rausch, 1969
- Diphyllobothrium cordatum (Leuckart, 1863)
- Diphyllobothrium dendriticum (Nitzsch, 1824) — Стьожак малий, або мартиновий
- Diphyllobothrium ditremum (Creplin, 1825)
- Diphyllobothrium elegans (Krabbe, 1865)
- Diphyllobothrium fuhrmanni Hsu, 1935
- Diphyllobothrium hians (Diesing, 1850)
- Diphyllobothrium lanceolatum (Krabbe, 1865)
- Diphyllobothrium lashleyi (Leiper & Atkinson, 1914)
- Diphyllobothrium latum (Linnaeus, 1758) — Стьожак широкий
- Diphyllobothrium mobile (Rennie & Reid, 1912)
- Diphyllobothrium nihonkaiense Yamane, Kamo, Bylund & Wikgren, 1986
- Diphyllobothrium orcini Hatsushika & Shirouzu, 1990
- Diphyllobothrium pacificum (Nybelin, 1931)
- Diphyllobothrium polyrugosum Delyamure & Skrjabin, 1966
- Diphyllobothrium pseudowilsoni Wojciechowska & Zdzitowiecki, 1995
- Diphyllobothrium pygoscelis (Rennie & Reid, 1912)
- Diphyllobothrium quadratum (Linstow, 1892)
- Diphyllobothrium scoticum (Rennie & Reid, 1912)
- Diphyllobothrium stemmacephalum Cobbold, 1858